# Nuremberg (película)
Núremberg es un docudrama de 2000 producido entre Estados Unidos y Canadá basada en el libro Nuremberg: Infamy on Trial, de Joseph E. Persico, quien relata la historia de los juicios de Núremberg, que se desarrollaron desde el 20 de noviembre de 1945 hasta el 1 de octubre de 1946.

## Argumento

### Primera parte
Tras el fin de la Segunda Guerra Mundial, el 12 de mayo de 1945 Hermann Göring  (Brian Cox), lugarteniente de Adolf Hitler, se entrega a los estadounidenses. El asesor presidencial Samuel Rosenman (Max von Sydow), quien sigue órdenes del presidente Harry S. Truman, recluta al fiscal general Robert H. Jackson  (Alec Baldwin)  para los preparativos de un tribunal de guerra contra Göring y otros 22 líderes nazis que sobrevivieron, entre los que se encuentran Albert Speer (Herbert Knaup), Ministro de Armamento y Guerra del III Reich y demás arrestados por crímenes de guerra, los cuales permanecen recluidos en la base estadounidense de Bad Mondorf (Luxemburgo). Jackson, su asistente Elsie Douglas y su equipo judicial se dirigen hacia Europa. El psicólogo estadounidense Gustave Gilbert (Matt Craven) llega a la base con el prisionero Hans Frank, alto funcionario en la Alemania nazi, quien intenta suicidarse.
Jackson negocia con los representantes de los aliados, el fiscal británico sir David Maxwell-Fyfe (Christopher Plummer), el general y juez ruso Iona Nikitchenko y el magistrado francés Henri Donnedieu de Vabres para llevar a cabo un proceso judicial en conjunto. Tras apalabrarlo, Jackson escoge como lugar para celebrar los juicios el Palacio de Justicia de Núremberg. Göring y los jerarcas nazis son despojados de sus altos rangos y transferidos al estatus de presos en Núremberg donde entran en conflicto con los guardias. El comandante británico Airey Neave atiende sus dictámenes. El juez estadounidense Francis Biddle toma el control del juzgado, pero se mantiene reacio a ceder el testigo ante las insistencias de Jackson. Más tarde se produce el suicidio del líder nazi Robert Ley el 25 de octubre de 1945.
El presidente del tribunal, Sir Geoffrey Lawrence comienza el juicio con todos los acusados declarándose no culpables (nicht shuldig) y Jackson da un emotivo discurso. Mientras comen, Göring mantiene su actitud desafiante respecto al tribunal junto con los demás a excepción de Speer, quien empieza a dar señales de arrepentimiento. Maxwell Fyfe da paso a las palabras de los testigos que presenciaron el exterminio de la población judía mientras Jackson lee unos documentos que, entre él y los testigos, revelan los horrores producidos en los campos de concentración.

### Segunda parte
Speer le explica a Gilbert el liderazgo de Göring e insiste en que su control sobre los demás puede no ser beneficioso. Göring empieza a tener el control de la situación y se dirige a la nación alemana. Gilbert le sugiere a Jackson que mantenga al acusado en régimen de aislamiento bajo vigilancia. Göring resulta ser más hábil y termina humillando a Jackson, que después acusa al juez estadounidense Francis Biddle de dejar demasiada libertad a Göring en el tribunal. Siguiendo los consejos del fiscal Maxwell-Fyfe, Jackson vuelve a su celda y le planta cara enseñándole las evidencias de sus crímenes contra los judíos echando por tierra las negaciones del acusado.
Gilbert visita a los acusados y bajo una sugerencia de Jackson intenta convencerlos de que acepten la responsabilidad de sus crímenes. El comandante de la prisión Burton C. Andrus suaviza las normas de la prisión por estar en Navidad, y Göring empieza a entablar amistad con su vigilante, el Teniente Tex Wheelis. En los juzgados, el lado de la acusación se intensifica y la defensa llama a Rudolf Höß, quien casualmente confiesa lo que sucedía en Auschwitz. Speer es implicado en la esclavitud de trabajadores extranjeros por su compañero Fritz Sauckel y en respuesta acepta su responsabilidad colectiva en los crímenes perpetrados por el régimen Nazi.
Gilbert interroga a la mujer de Göring y le revela que las órdenes de Hitler eran ejecutarlos a todos. Jackson se conmueve por las pesquisas de Gilbert alegando que la principal maldad del nazismo fue una completa falta de empatía (amor al prójimo). Göring utiliza su declaración final para denunciar al tribunal que los juzga, finalmente tanto él como 10 presos más son condenados a la horca. Speer por otro lado es condenado a 20 años en prisión. Antes de que se llevara a cabo la sentencia, Göring se suicida para evitar su ejecución después de que se le denegara su petición de morir ante un pelotón de fusilamiento. En la película, el coronel Burton C. Andrus preside las demás ejecuciones (en la realidad, Andrus no asistió a ninguna de ellas).
En este capítulo, se desarrolla un interés mutuo entre su secretaria Elsie y el fiscal Jackson.

## Reparto
- Alec Baldwin es el fiscal estadounidense de la Corte Suprema Robert H. Jackson.
- Brian Cox es Hermann Göring.
- Christopher Plummer es Sir David Maxwell Fyfe.
- Jill Hennessy es Elsie Douglas.
- Matt Craven es Capt. Gustave Gilbert.
- Christopher Heyerdahl es Ernst Kaltenbrunner.
- Roger Dunn es Cor. Robert Storey.
- David McIlwraith es Cor. John Amen.
- Christopher Shyer es Brig. Gen. Telford Taylor.
- Hrothgar Mathews es Thomas J. Dodd.
- Herbert Knaup es Albert Speer.
- Frank Moore es Hans Frank.
- Frank Fontaine es Wilhelm Keitel.
- Raymond Cloutier es Karl Dönitz.
- Bill Corday es Alfred Jodl.
- Ken Kramer es Fritz Sauckel.
- Max Von Sydow es Samuel Rosenman.
- Sam Stone es Julius Streicher.
- Douglas O'Keeffe es Baldur von Schirach.
- Benoit Girard es Joachim von Ribbentrop.
- James Bradford es Hjalmar Schacht.
- Frank Burns es Wilhelm Frick.
- Erwin Potitt es Walther Funk.
- Tom Rack es Hans Fritzsche.
- Roc LaFortune es Rudolf Hess.
- Colm Feore es Rudolf Höß.
- Dennis St John es Franz von Papen.
- Griffith Brewer es Konstantin von Neurath.
- Gabriel Gascon es Erich Raeder.
- Julien Poulin es Dr. Robert Ley.
- Alain Fournier es Alfred Rosenberg.
- René Gagnon es Arthur Seyss-Inquart.
- Len Cariou es Francis Biddle.
- David Francis es Geoffrey Lawrence, 1st Baron Oaksey.
- Len Doncheff es Gen. Iona Nikitchenko.
- Paul Hébert es Henri Donnedieu de Vabres.
- Michael Ironside es Cor. Burton C. Andrus.
- Charlotte Gainsbourg as Marie-Claude Vaillant-Couturier.
- Geoffrey Pounsett es Maj. Airey Neave.
- Steve Adams es Gen. Lucius D. Clay.
- Paul Hopkins es Capt. Dan Kiley.
- Susan Glover es Emmy Göring.

## Recepción
| Premio                         | Categoría                                                                               | Resultado                |
| ------------------------------ | --------------------------------------------------------------------------------------- | ------------------------ |
| 53ma Primetime Emmy Awards     | A la mejor miniserie                                                                    | Nominado                 |
| 53ma Primetime Emmy Awards     | Al mejor actor secundario en miniserie o película                                       | Premiado (Brian Cox)     |
| 53ma Primetime Emmy Awards     | Al mejor sonido de cámara para miniseries o película                                    | Premiada                 |
| 53ma Primetime Emmy Awards     | A la mejor edición de sonido en miniseries, película o programa especial                | Nominado                 |
| 58ma Golden Globe Awards       | A la mejor Miniserie o TV Film                                                          | Nominado                 |
| 58ma Golden Globe Awards       | Al mejor actor - Miniserie o TV Film                                                    | Nominado (Alec Baldwin)  |
| 58ma Golden Globe Awards       | Al mejor actor - Miniserie o TV Film                                                    | Nominado (Brian Cox)     |
| 7.ª Screen Actors Guild Awards | Al mejor actor - Miniserie o TV Film                                                    | Nominado (Alec Baldwin)  |
| 7.ª Screen Actors Guild Awards | Al mejor actor - Miniserie o TV Film                                                    | Nominado (Brian Cox)     |
| 16th Gemini Awards             | A la mejor mini-serie dramática                                                         | Premiada                 |
| 16th Gemini Awards             | A la mejor dirección por programa dramático o Mini-Series                               | Nominado (Yves Simoneau) |
| 16th Gemini Awards             | A la mejor actuación en el papel principal en programa dramático o Mini-Series          | Nominado (Alec Baldwin)  |
| 16th Gemini Awards             | A la mejor actuación en el papel secundario en a programa dramático o Mini-Series       | Premiado (Brian Cox)     |
| 16th Gemini Awards             | A la mejor fotografía en programa dramático o Series                                    | Nominada                 |
| 16th Gemini Awards             | A la mejor música original de Programa o Mini-Series                                    | Nominada                 |
| 16th Gemini Awards             | A la mejor producción de diseño artístico en programa dramático o Series                | Premiada                 |
| 16th Gemini Awards             | A la mejor realización de maquillaje                                                    | Nominada                 |
| 16th Gemini Awards             | Al mejor diseño de vestuario                                                            | Nominada                 |
| 16th Gemini Awards             | Al mejor sonido en general en programa dramático o Serie                                | Nominada                 |
| 16th Gemini Awards             | A la mejor edición de sonido en a programa dramático o Serie                            | Nominada                 |
| 16th Gemini Awards             | A los mejores efectos visuales                                                          | Premiada                 |
| 2001 PGA Awards                | Premio del año a la productora de televisión                                            | Nominada                 |
| 2001 Satellite Awards          | A la mejor película para televisión                                                     | Nominada                 |
| 2001 Satellite Awards          | A la mejor interpretación de actriz en una miniserie o producción fílmica de televisión | Premiada (Jill Hennessy) |